# Магн Феликс Эннодий
Ма́гн Фе́ликс Энно́дий (лат. Magnus Felix Ennodius; также Энно́дий Пави́йский; лат. Ennodius Ticinensis; 473 или 474, предположительно в Арле — 17 июля 521, Павия) — христианский писатель и поэт. Епископ Павии (рукоположение между 513 и 515 годами). Почитается святым. День памяти — 17 июля.

## Жизнь и творчество
Эннодий происходил из родовитой семьи в Арелате. Потерявший обоих родителей, он был привезён тёткой в Павию (по другим сведениям, в Милан). После её смерти был усыновлён набожной и зажиточной итальянской семьёй. Около 493 года был рукоположен в диаконы епископом Епифанием Павийским. Затем жил в Милане, занимаясь словесностью.
До введения в сан епископа Эннодий написал около 500 сочинений. Важные исторические источники — его панегирик Теодориху Великому (Panegyricus Theoderico regi dictus), биография Епифания, предшественника Эннодия на посту епископа Павии (Vita Epiphanii episcopi Ticinensis) и обширная эпистолярия (297 писем; среди адресатов — церковные иерархи и важные государственные деятели королевства, в том числе Боэций). Более 150 гимнов и эпиграмм, приуроченных к событиям современной Эннодию действительности, написаны соответственно в традициях Амвросия Медиоланского и античной поэзии. «Paraenesis didascalica» — школьный учебник (латинской) грамматики, которая рассматривается как подготовительная ступень для изучения риторики (по мнению Эннодия, «матери всех наук»). Из агиографических сочинений Эннодия сохранилось житие Антония Леринского (Vita Antonii monachi Lerinensis), датируемое 506 годом.
Между 513 и 515 годами в Павии был рукоположен в епископы, став на этой кафедре преемником святого Максима. В 515 и 517 годах в составе делегации, отправленной папой в поисках примирения Восточной и Западной церквей (после раскола, известного под названием Акакианской схизмы) к императору Анастасию I, ездил в Константинополь.
Эпитафия и «портрет» Эннодия сохранились в базилике Святого Михаила в Павии.

## Издания сочинений
- Magni Felicis Ennodii (episcopi Ticinensis) epistolarum libri 9; Opuscula miscella 10; Carmina liber 1, 2; Appendix: Dictio Ennodii in natali Laurentii, Mediolanensis episcopi // PL 63. Paris, 1882.
- Auctores antiquissimi 7: Magni Felicis Ennodi Opera, ed. Friedrich Vogel. Berlin, 1885 (Monumenta Germaniae Historica).
- Hymni Latini antiquissimi LXXV, psalmi III, ed. Walter Bulst. Heidelberg, 1956, pp.77-88.
- Christian Rohr: Der Theoderich-Panegyricus des Ennodius. Hannover, 1995 (MGH Studien und Texte, 12).
- Lettres. Tome 1: Livres I et II, ed. Stéphane Gioanni. Paris: Les Belles Lettres, 2006; Livres III et IV. Paris: Les Belles Lettres, 2010.